# Akpa Yafe River
Akpa Yafe River är ett vattendrag i Kamerun, på gränsen till Nigeria. Det ligger i den västra delen av landet, 300 km väster om huvudstaden Yaoundé.